# 斯塔尼斯拉維夫卡 (羅馬尼夫區)
50°10′51″N 28°8′57″E / 50.18083°N 28.14917°E
斯塔尼斯拉維夫卡（烏克蘭語：Станіславівка），是烏克蘭北部的村莊，隸屬日托米爾州的日托米爾區。該村始建於1896年，面積96.7平方公里，海拔高度235米，2001年人口219。